# Linia kolejowa nr 559
Linia kolejowa nr 559 – zelektryfikowana, jednotorowa linia kolejowa łącząca przystanek Orlov ze stacją Plaveč.
Linia stanowi fragment linii kolejowej Muszyna (PL) – Plaveč – Kysak oraz jest styczna z linią kolejową Orlov – Granica Państwa (Muszyna).